# Relaciones Guatemala-Tailandia
Las relaciones Guatemala-Tailandia son las relaciones internacionales entre Tailandia y Guatemala. Los dos países establecieron relaciones diplomáticas el 3 de marzo de 1957.

## Relaciones diplomáticas
Tailandia y Guatemala establecieron relaciones el 3 de marzo de 1957. Tailandia mantiene un embajador real concurrente para Guatemala desde México y Guatemala mantiene un embajador concurrente para Tailandia desde Japón. Se espera que Guatemala abra una embajada residente en Tailandia en los próximos años.
El 20 de septiembre de 2017, la canciller guatemalteca Sandra Jovel se reunió con su homólogo tailandés Don Pramudwinai, que consolidaría la presencia de Guatemala en Asia, la apertura de la nueva embajada que permitiría otorgar un nuevo impulso a la agenda existente, a través del incremento del intercambio económico-comercial, la promoción del turismo, la inversión y la cooperación entre otros.